# Copocrossini
Copocrossini è una tribù di ragni appartenente alla sottofamiglia Ballinae della famiglia Salticidae.

## Distribuzione
I 5 generi oggi noti di questa tribù sono diffusi in Oceania e Indonesia: il genere Avarua è endemico delle sole Isole Cook. Leggermente distante, il genere Ligdus, rinvenuto in alcune località del Myanmar.

## Tassonomia
A maggio 2010, gli aracnologi riconoscono 5 generi appartenenti a questa tribù:
- Avarua Marples, 1955 — Isole Cook (1 specie)
- Copocrossa Simon, 1901 — Sumatra, Malaysia, Australia (3 specie)
- Corambis Simon, 1901 — Nuova Caledonia, Isole della Lealtà (2 specie)
- Ligdus Thorell, 1895 — Myanmar (1 specie)
- Mantisatta Warburton, 1900 — Borneo, Filippine (2 specie)